# Gisborne (région)
Pour les articles homonymes, voir Gisborne.
La région de Gisborne (en maori de Nouvelle-Zélande : Te Tai Rāwhiti) est située au Nord-Est de l'île du Nord, en Nouvelle-Zélande. Elle est aussi parfois appelée East Coast ou Eastland.
Son nom vient du secrétaire général de la colonisation de la Nouvelle-Zélande de 1869 à 1872, William Gisborne.
Cette région ne comporte que très peu d'habitants, dont les trois quarts vivent dans la ville de Gisborne, aucune autre commune n'atteignant les 1 000 habitants. Les deux autres villes les plus importantes sont Tolaga Bay et Ruatoria avec chacune 800 habitants.
La région est vallonnée et la forêt en recouvre une grande partie. Le parc national de Te Urewera est situé à l'est de la région. Le mont Hikurangi culmine du haut de ses 1 754 mètres. C'est le cinquième plus haut sommet de l'île du Nord et le plus élevé d'origine non volcanique.

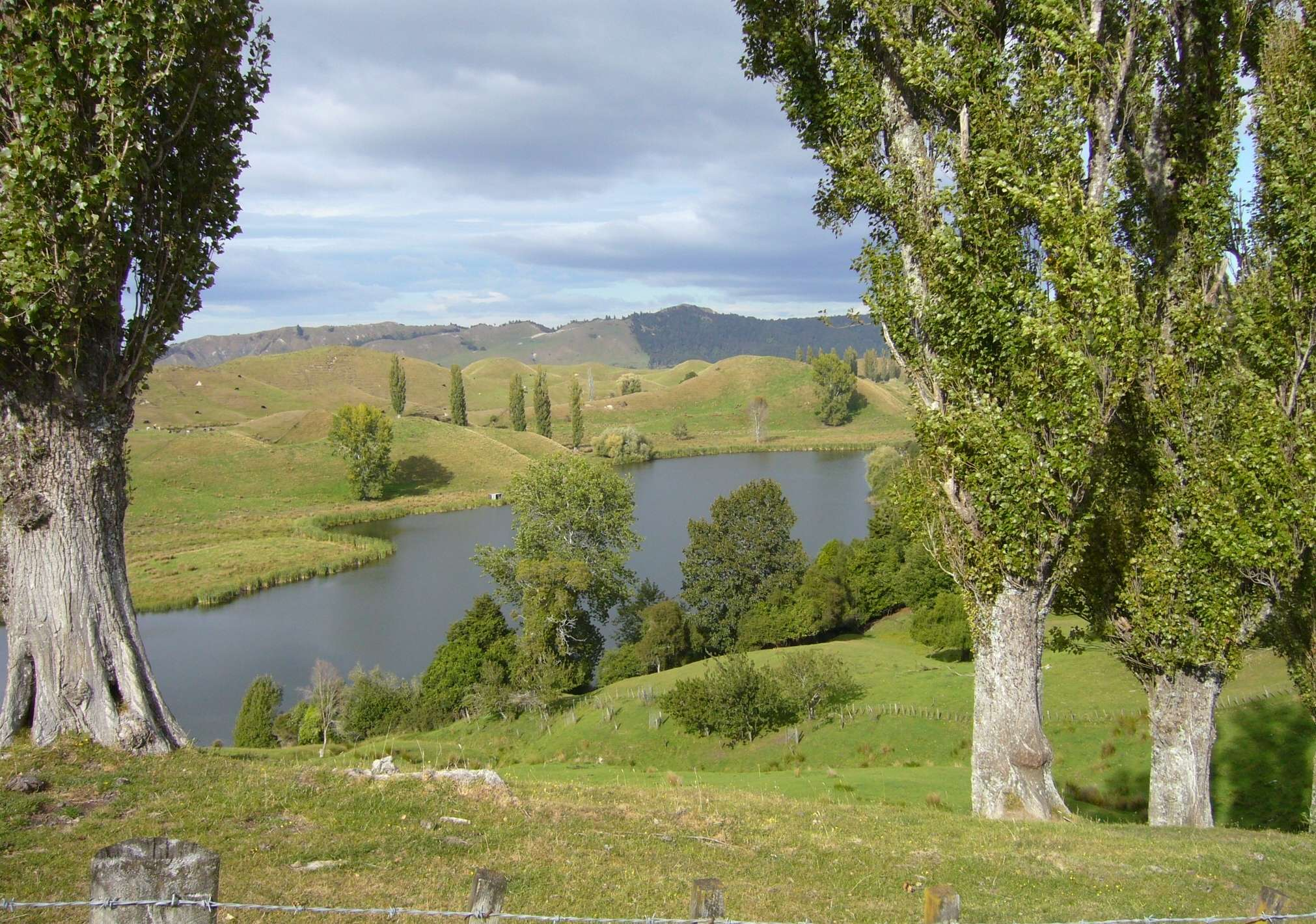
Le lac Karangata, près de Tiniroto

La région est desservie par la State Highway 2 et est le terminus de la ligne de chemin de fer reliant Palmerston North et la ville de Gisborne.
La proportion de Māoris est importante dans cette région, atteignant parfois plus de 50 % dans certaines zones. Les tribus (iwi) les plus importantes sont Ngāti Porou, Rongowhakaata, Ngai Tamanuhiri et Te Aitanga a Mahaki.

## Démographie

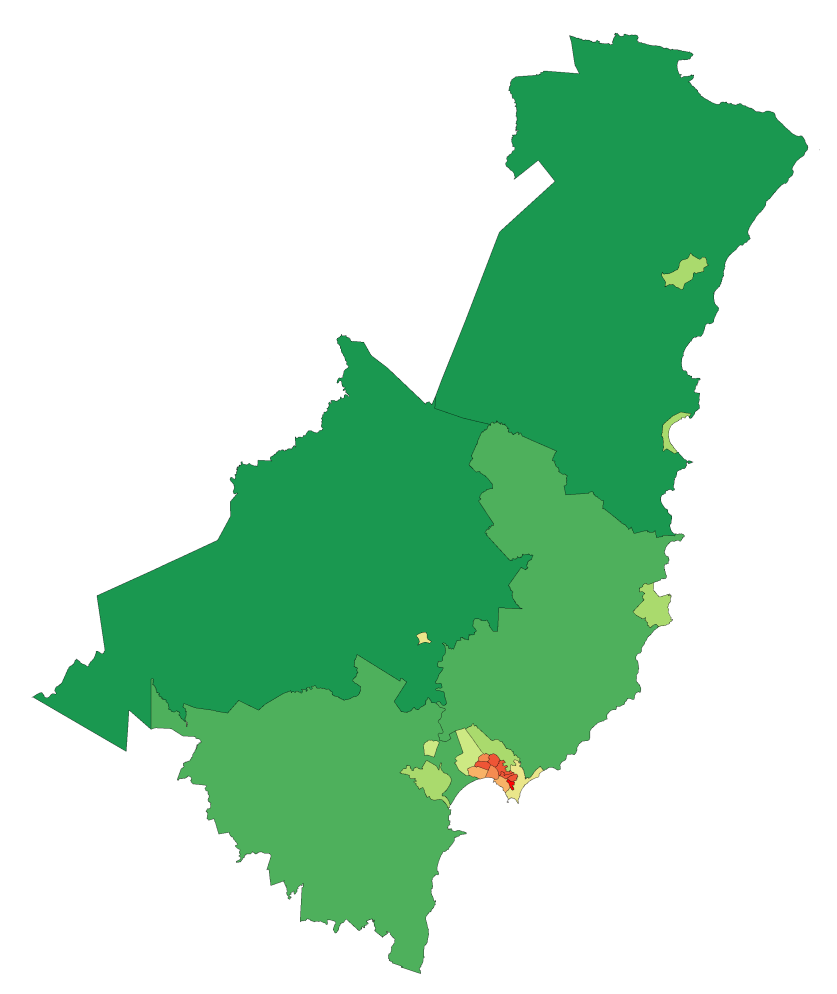
Densités de population en 2006.

| Groupes ethniques                                 | Valeurs absolues | %    |
| ------------------------------------------------- | ---------------- | ---- |
| Population                                        | 43 653           | 100  |
| Ethnicité établie                                 | 40 290           | 92,3 |
| Européens                                         | 18 303           | 41,9 |
| Maoris                                            | 13 272           | 30,4 |
| Métis                                             | 6 720            | 15,4 |
| Asiatiques                                        | 708              | 1,6  |
| Océaniens non Maoris                              | 669              | 1,5  |
| Moyens-Orientaux, Latinos-Américains et Africains | 90               | 0,2  |
| Autres                                            | 528              | 1,2  |
| Ethnicité non établie                             | 3 363            | 7,7  |